# Abschirmung (Atomphysik)
Abschirmung bezeichnet in einem Mehrelektronen-Atom die Verringerung der anziehenden Wechselwirkung zwischen einem Elektron und dem Kern durch die Wirkung der übrigen Elektronen.
Die Energie {\displaystyle \varepsilon _{n,l}} eines Elektrons hängt im Zentralfeldmodell des Atoms ab von den Quantenzahlen {\displaystyle n} und {\displaystyle l}:
{\displaystyle \varepsilon _{n,l}=-\left({\frac {Z'}{n'}}\right)^{2}\cdot E_{R}}
mit
- effektiver Kernladungszahl {\displaystyle Z'=Z_{\mathrm {eff} }=Z-\sigma _{n,l}}
  - Kernladungszahl {\displaystyle Z}
  - Abschirmkonstante {\displaystyle \sigma _{n,l}} (s. u.)
- effektiver Quantenzahl {\displaystyle n'=n-\delta _{n,l}} (s. u.)
  - Hauptquantenzahl {\displaystyle n}
  - Quantendefekt {\displaystyle \delta _{n,l}}
- Rydberg-Energie {\displaystyle E_{\mathrm {R} }} (dort zum Vergleich auch die Formel für Ein-Elektron-Systeme).

Für die Radialteile der zugehörigen Einelektron-Wellenfunktionen {\displaystyle \Psi _{n,l,m}=R_{n,l}(r)\cdot Y_{l,m}(\theta ,\varphi )} wurde von John C. Slater folgender analytischer Ausdruck vorgeschlagen:
{\displaystyle R_{n,l}(r)=N\cdot r^{n'-1}\cdot \exp \left(-{\frac {Z'}{n'}}\cdot {\frac {r}{a_{0}}}\right)}
mit dem Normierungsfaktor {\displaystyle N}.
Einelektronen-Wellenfunktionen mit so ermittelten Radialanteilen heißen Slater-Orbitale.

## Slater-Regeln
Die Abschirmkonstante {\displaystyle \sigma _{n,l}} und die effektive Quantenzahl {\displaystyle n'} werden wie folgt ermittelt:
1. Alle Elektronenschalen mit Hauptquantenzahlen größer n und Nebenquantenzahlen größer {\displaystyle l} bleiben unberücksichtigt.
2. Jedes weitere Elektron mit gleichem {\displaystyle n} trägt 0,35 zu {\displaystyle \sigma _{n,l}} bei (für {\displaystyle n=1} aber nur 0,3).
3. Jedes Elektron der Schale {\displaystyle n-1} trägt zu {\displaystyle \sigma _{n,l}} bei:

- für Nebenquantenzahlen {\displaystyle l=0} (s-Unterschale) und {\displaystyle l=1} (p-Unterschale): jeweils 0,85
- für Nebenquantenzahlen {\displaystyle l=2} (d-Unterschale) und {\displaystyle l=3} (f-Unterschale): jeweils 1,0.

4. Alle Elektronen aus noch tiefer liegenden Schalen liefern einen Beitrag von 1,0.
Daraus folgt folgende Tabelle:
| n  | 1   | 2   | 3   | 4   | 5   | 6   |
| n' | 1,0 | 2,0 | 3,0 | 3,7 | 4,0 | 4,2 |
| -- | --- | --- | --- | --- | --- | --- |

## Auswirkung
Da die Bahnen unterschiedlicher Drehimpulsquantenzahl {\displaystyle l} unterschiedlichen Abschirmungen unterliegen, wird im Rahmen des Sommerfeldschen Atommodells die Bahnentartung (sprich die Energiegleichheit von Zuständen gleicher Hauptquantenzahl {\displaystyle n}, aber unterschiedlicher Drehimpulsquantenzahl) aufgehoben.